# Liste der Flughäfen und Flugplätze in Turkmenistan
Dies ist eine Liste der Flugplätze in Turkmenistan geordnet nach Orten.
| Ort                 | ICAO | IATA | Name des Flugplatzes   | Koordinaten                  | Start- und Landebahn                                    |
| ------------------- | ---- | ---- | ---------------------- | ---------------------------- | ------------------------------------------------------- |
| Ashgabat            | UTAA | ASB  | Flughafen Aşgabat      | 37° 59′ 13″ N, 58° 21′ 39″ O | 3800 × 46 m Beton 2989 × 60 m Beton 1800 × 35 m Asphalt |
| Balkanabat          | UT1H | BKN  | Flugplatz Balkanabat   | 39° 28′ 53″ N, 54° 21′ 46″ O | 2499 × 41 m Asphalt                                     |
| Daşoguz             | UTAT | TAZ  | Flughafen Dashoguz     | 41° 45′ 53″ N, 59° 49′ 59″ O | 2700 × 42 m Beton 1500 × 30 m Beton                     |
| Kerki               | UTAE | KEA  | Flughafen Kerki        | 37° 48′ 32″ N, 65° 12′ 45″ O | 1500 × 35 m Asphalt                                     |
| Mary                | UTAM | MYP  | Flughafen Mary         | 37° 36′ 24″ N, 61° 54′ 5″ O  | 3800 × 45 m Beton 2800 × 45 m Beton                     |
| Türkmenbaşy (Stadt) | UTAK | KRW  | Flughafen Turkmenbashi | 40° 3′ 48″ N, 53° 0′ 26″ O   | 3500 × 45 m Beton 2500 × 44 m Beton                     |
| Türkmenabat         | UTAV | CRZ  | Flughafen Türkmenabat  | 38° 55′ 51″ N, 63° 33′ 50″ O | 2750 × 42 m Asphalta                                    |
| Jebel               |      |      | Flughafen Jebel        | in Bau                       | in Bau                                                  |